# Isachne
Isachne R.Br. é um género botânico pertencente à família Poaceae.